# 出羽海運右衛門
出羽海運右衛門（日语：／ Dewanoumi Unemon，1759年（寶曆9年）—1809年2月17日（文化6年1月4日）），原名清水運右衛門，日本江乎時代出羽國田川郡（現山形縣鶴岡市）出身的前大相撲力士。最高位置是東前頭筆頭。後成為年寄出羽之海。
他在1777年初次比賽 ，在1786年成為幕內力士(西前頭3枚目)，1792年4月到東前頭筆頭。在同年12月被岡山藩和1794年被莊內藩收用為力士。在1799年引退。
他後來成立出羽海部屋，是日本相撲協會中的一門，也是所有出羽海一門分支的本宗。